# ドコモ・インシュアランス
株式会社ドコモ・インシュアランス（英: DOCOMO insurance, Inc.）は日本の保険代理店。2000年9月14日にNTTイフ（株式会社エヌ・ティ・ティ・イフ）として設立されたNTTグループ系保険代理店。自動車保険比較見積（IF-InsurTech AUTO：イフインシュアテックオート）など保険業界向けASPの開発販売、及びBtoCを主な領域として保険を販売している。2022年7月1日にNTTドコモの100%子会社化に伴い、会社名を株式会社ドコモ・インシュアランスに変更した。

## 主要サービス
- 保険業界向けASPサービスの開発と販売
- 個人向け保険料比較サービスの提供
  - 取り扱い保険種目
    - 自動車保険
    - 自動車保険-法人
    - バイク保険
    - バイク保険-法人
    - バイク保険-自賠責
    - 火災保険
    - ペット保険
    - 自転車保険
    - 海外旅行保険
    - ゴルファー保険
    - 所得補償保険
    - 弁護士費用保険
    - がん等の保険（特定疾病保険）
    - 医療保険
    - 生命保険
    - 女性医療保険
    - 就業不能保険
    - 収入補償保険

## 沿革
- 2000年
  - 9月14日 株式会社エヌ・ティ・ティ・イフ設立
  - 12月6日 オンライン保険流通サービス「保険マトリクス」を開始
- 2002年
  - 4月17日 がん保険を比べて選ぶ「がん保険マトリクス」を開始
  - 9月6日 「レジャー保険～今日だけシリーズ～」の取扱いを開始IPアドレス
- 2002年
  - 10月8日「保険マトリクス」で医療保険の取扱いを開始
- 2003年
  - 2月25日 自動車保険の7社一斉見積り比較が可能に
  - 5月29日 生命保険もオンラインで資料請求・お申込みできるサービスを開始
  - 6月19日 東京海上初のリスク細分型自動車保険「TAPナビ」が、NTTイフの比較サービス「保険マトリクス」でシステム対応完了
  - 7月22日 日本で初めてケイタイで自動車保険の比較、契約ができる「ｉモード」メニューサイト「イフで保険選び」がサービス開始
- 2004年
  - 1月23日 自動車保険契約者限定「Club Offサービス」開始
  - 7月7日 自動車保険の比較を8社に拡大
- 2007年
  - 3月7日 自動車保険の比較を9社に拡大
  - 7月18日 バイク保険の比較サービスを開始
- 2010年
  - 9月14日 創立10周年
- 2011年
  - 2月28日 携帯電話で人気の海外旅行保険取り扱い開始
- 2015年
  - 5月19日 「自動車保険のオンライン比較・契約」サイトをリニューアル
- 2017年
  - 6月9日 金融機関とFintech企業が参加するコンソーシアム（ FIFJ ）に入会
  - 7月18日 会社を日本橋人形町に移転
  - 8月15日 ペット保険のラインナップ拡充を6社へ拡大
  - 8月29日 プライバシーマークを取得
- 2018年
  - 5月22日 自動車保険比較見積へのチャットボット導入
  - 6月7日 Fintech協会へ加入
  - 8月9日 一括見積りサイト大幅リニューアルと利用者累計200万人突破
- 2019年
  - 1月29日 自動車保険「イーデザイン損保」取り扱い開始
  - 6月21日 自動車保険「簡単見積もり」開始
  - 12月26日 一括比較見積もりへ8歳以上から入れる「どうぶつ健保しにあ」追加
- 2020年
  - 2月28日 自動車保険「初めての自動車保険」人気ランキング追加
  - 3月13日 東京海上日動eサイクル保険の取り扱い開始
  - 8月31日 SBI損保の火災保険取り扱い開始
  - 9月14日 創立20周年
  - 11月27日 If-InsurTech®自動車保険AIスキャン(API型)の提供開始
- 2021年
  - 1月12日 ジェイアイ傷害火災の火災保険取り扱い開始
  - 3月4日 セゾン自動車火災の火災保険取り扱い開始
  - 3月22日 チューリッヒ少額短期保険株式会社の「ミニケア賃貸保険」取り扱い開始
  - 4月27日 「みんなのバイク保険」「みんなのスポーツサイクル保険」取り扱い開始
  - 7月2日 火災保険サイトリニューアル-「瞬間！比較見積もり」開始
  - 9月29日 家族みんなの移動リスクに備える保険「UGOKU」取り扱い開始
  - 12月8日 SBI損保の火災保険取り扱い開始
- 2022年
  - 1月25日 IF-InsurTech®自動車保険AIスキャンサービス　楽天損害保険「╲パシャ！っと╱楽らく保険見積り」へ「If-InsurTech®自動車保険AIスキャンサービス(API型)」を導入
  - 5月25日 「チャット型火災保険見積もりサービス『ハッピー見積もり』リリースのお知らせ」
  - 5月27日 自動車保険「NTTイフのカシャ！比較見積もり」に「イフにお任せサービス」を追加
  - 6月15日 自動車保険おすすめ人気ランキング2021年度総合結果発表
  - 6月15日 バイク保険おすすめ人気ランキング2021年度総合結果発表
  - 7月1日 NTTドコモの100%子会社化に伴い、会社名を株式会社ドコモ・インシュアランスに変更。
  - 9月5日 SBIいきいき少短のペット保険、取り扱い開始
  - 9月21日 dアカウント連携ならびにドメインの変更を実施
  - 10月13日 SBIいきいき少短の地震補償保険、取り扱い開始
  - 11月4日 火災保険2022年度上半期おすすめ人気ランキングを発表
  - 11月29日 海外旅行保険瞬間！比較見積もりにジェイアイ傷害火災保険の「t@bihoたびほ」を追加
  - 12月21日 ペット保険瞬間！比較見積もりに、「SBIいきいき少短のペット保険」を追加
- 2023年
  - 1月31日 リトルファミリー少短のペット保険「わんデイズ・にゃんデイズ」取り扱い開始
  - 4月12日 所得補償保険お申し込みサイトを公開
  - 4月25日 ご契約者さま限定特典「クラブオフプラス」の提供対象を、バイク保険・火災（地震・家財）保険のご契約者さまに拡大
  - 8月28日 はなさく生命保険の生命保険・医療保険お申し込みサイトを公開

- 2024年
  - 1月30日　dポイントがたまる・つかえる「ドコモの自動車保険」の提供を開始
  - 3月21日　ネット型生命保険の瞬間比較見積もり・ネット申込みサービスを開始
  - 6月27日　「ドコモの熱中症お見舞金保険」を提供開始
  - 10月8日　マイカー通勤管理クラウド「ビークルBiz」サービス改定（新プラン追加、オプション機能追加）のお知らせ～自動車やバイクだけでなく原付・自転車通勤のリスク管理最適化を支援～
  - 10月29日　SBI生命・メットライフ生命取扱い開始
  - 12月5日　dポイントがたまる・つかえる「ドコモの自動車保険」の販売件数が10,000件を突破

- 2025年
  - 3月26日　「ドコモの賃貸火災保険」の提供を開始
  - 4月16日　今年も「ドコモの熱中症お見舞金保険」 を提供
  - 5月29日　d ポイントがたまる・つかえる「ドコモのワンタイムゴルフ保険」の取扱いを開始

## 所属団体
- 一般社団法人東京損害保険代理業協会
- Financial Innovation For Japan（ファイナンシャル イノベーション フォー ジャパン）
- 一般社団法人Fintech協会（英語名称：Fintech Association of Japan）